# استفانیا استانتسانی
استفانیا استانتسانی (ایتالیایی: Stefania Stanzani؛ زادهٔ ۲۴ مارس ۱۹۶۸) بازیکن زن بسکتبال اهل ایتالیا بود. وی در بازی‌های المپیک تابستانی ۱۹۹۲ شرکت کرده‌است.